# Grasa de cerdo

Cortes grasos del cerdo:1. Lardo o fatback.
2. Grasa del vientre.

El lardo o fatback (en inglés, «grasa de espalda») es un corte de carne de cerdo, consistente en la capa de tejido adiposo (grasa subcutánea) bajo la piel de la espalda, con o sin la piel (corteza de cerdo). El lardo se procesa para obtener una manteca de alta calidad, siendo una de las fuentes del salt pork. También es un elemento importante de la charcutería tradicional. En varias regiones europeas se usa para elaborar una panceta especial. Al no contener músculo esquelético, se considera una delicia. Cortado fino o picado grueso es un ingrediente importante en la elaboración de salchichas y en algunas recetas de carne.

## Panceta

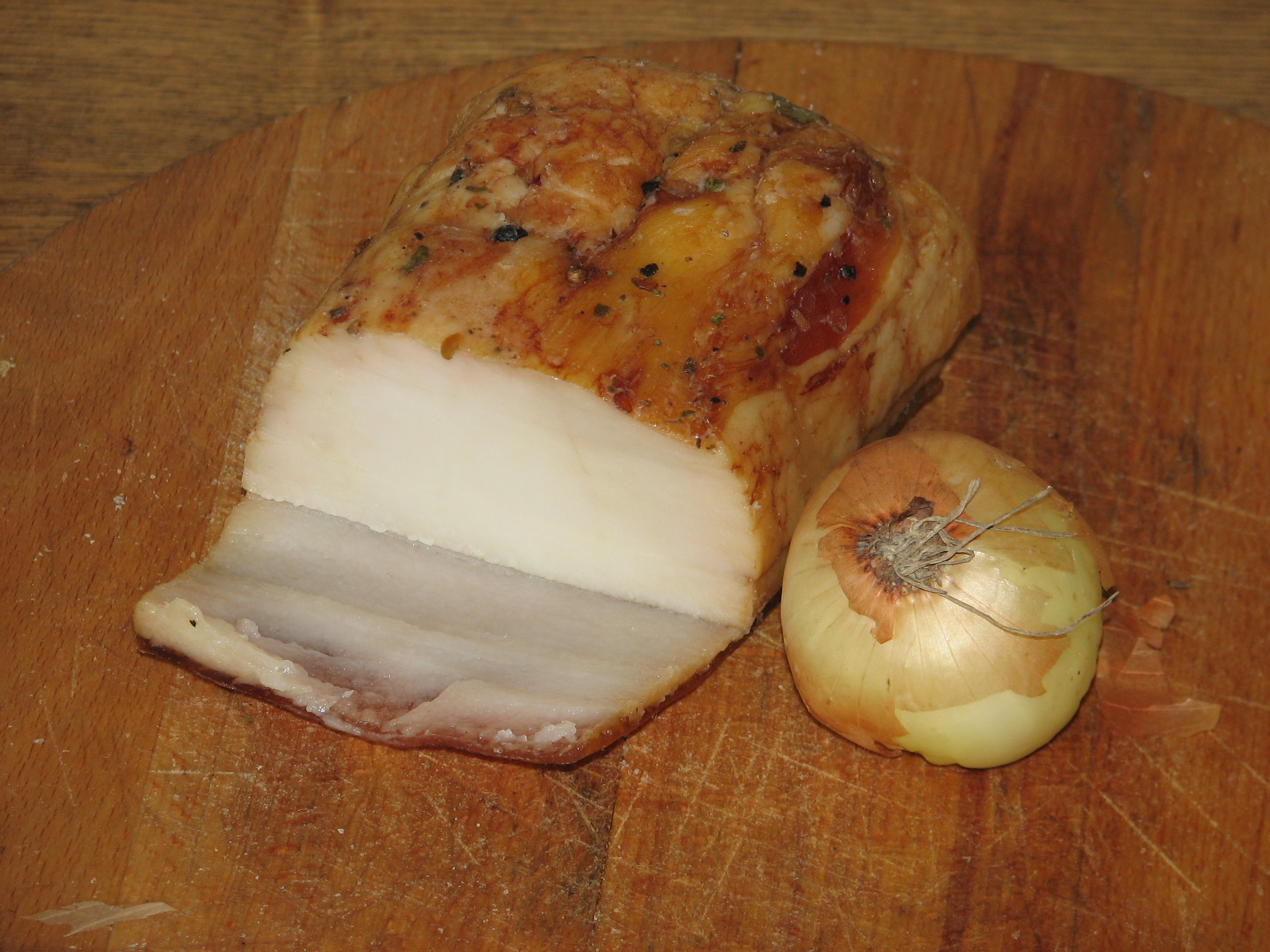
Salo con corteza.

El lardo se procesa en tiras de panceta por diversos métodos: curando con salmuera, secado, ahumado o cocción. Suele dejarse la corteza.
Esta panceta se consume ampliamente en toda Europa. En Italia se llama lardo, siendo un ejemplo notable el Valle d'Aosta Lard d'Arnad. En Ucrania, Rusia y otros países rusohablantes de la antigua Unión Soviética se llama salo. En Hungría, donde se denomina szalonna, es muy popular para las barbacoas en el campo (szalonnasütés). En Alemania, donde se llama rückenspeck, es uno de los dos cortes llamados speck (jamón ahumado en frío).

## Corteza

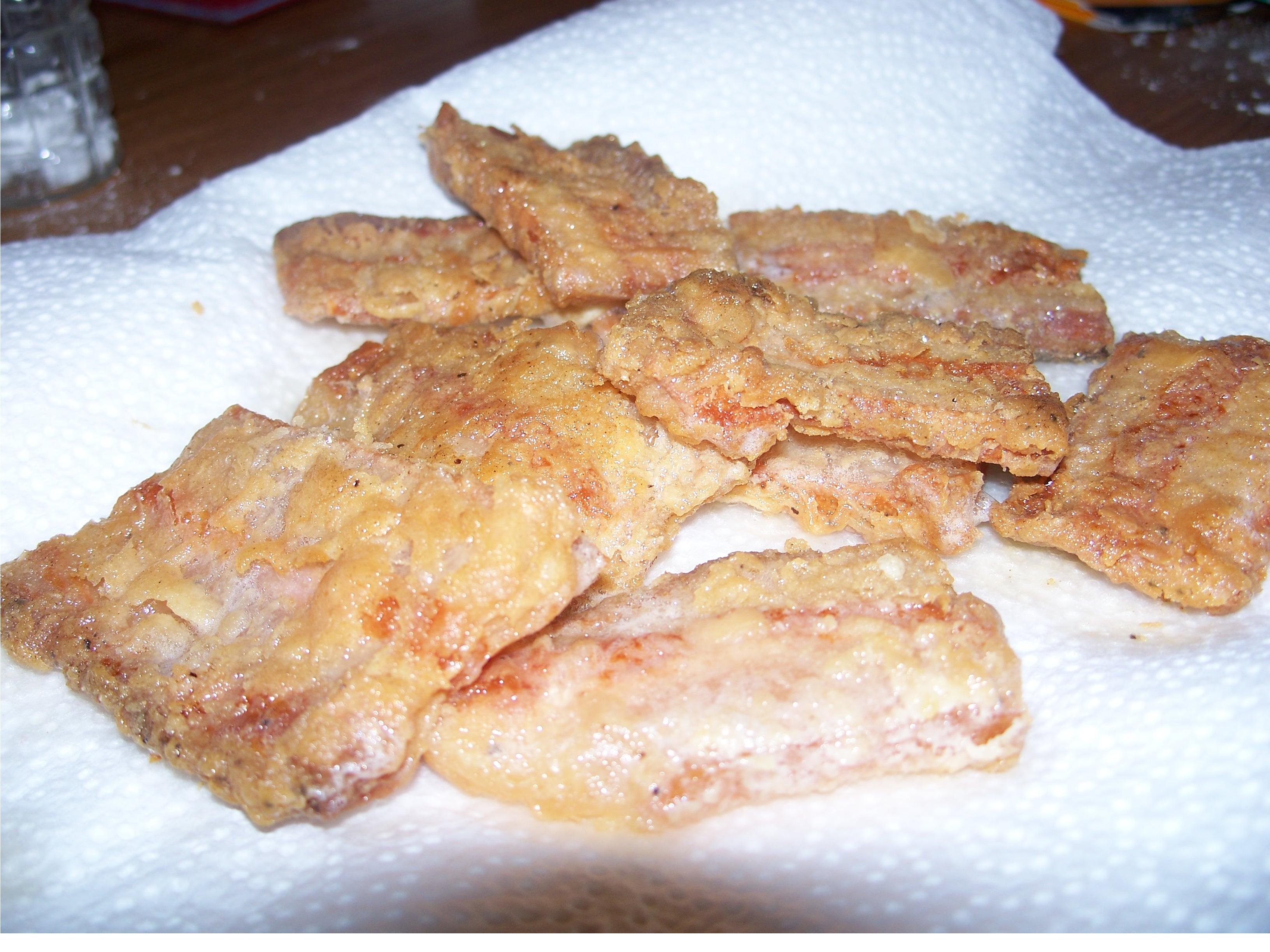
Fatback empanado y frito.

El lardo es una parte tradicional de la gastronomía del sur de Estados Unidos y de la soul food, donde se usa como corteza de cerdo frita (conocida como cracklings) y para condimentar verduras estofadas, como hojas o caupíes. Una delicia típica son las tiras de fatback muy saladas y fritas.

## En salchichas
El lardo es un ingrediente importante en salchichas tradicionales notables, incluyendo el nduja, el cudighi y el cotechino di Modena.

## En la cocina
En la cocina francesa se emplea el lardo cortado muy fino para forrar el molde cuando se hace una terrina o paté, insertándose también bajo la piel de pájaros de caza magros para asarlos. Estas técnicas exigen el uso de fatback sin corteza.

## Platos tradicionales notables
Algunos platos que suelen usar fatback son:
- Túrós csusza,
- Hoppin' John,
- Tourtière,
- Ciccioli.